# Морський ананас
Морськи́й анана́с (Halocynthia roretzi) — їстівна асцидія, що вживається у їжу переважно в Японії, де вона відома як «гоя» (ホヤ, hoya) або «мабоя» (マボヤ, maboya), та Кореї, де вона відома під назвою «монґе» (кор. 멍게).
Морські ананаси відомі як за свій незвичайний вигляд, описаний журналістом Ніком Точесом як «щось, що могло виникнути тільки в галюцинаційній екосистемі, можливо створеній за фантазіями наречених Сатани», та за свій особливий смак, описуваний як «щось, що нагадує розчин йоду» і «каучук, занурений в аміак». Проте, шанувальники стверджують, що смак добре йде з саке. Аромат створюється ненасиченим спиртом сінтіаолом, який присутній в незначній кількості.
У Японії морський ананас частіше всього вживають у їжу у вигляді сашімі: тварину просто розрізають вертикально, видаляють внутрішні органи і подають їх з соєвим соусом та оцтом. Інколи його солять, коптять, смажать або сушать. У Кореї морський ананас також вживається у вигляді продукту плазмолізу або автолізу як додаток до кімчі. разом с рибним соусом, або пастою з крилю.
Морські ананаси живуть на мілководді, зазвичай прикріпившись до скель або штучних структур. Halocynthia roretzi пристосований до холодної води та може жити при температурі між 2 і 24 °C, але оптимальна температура становить близько 12 °C.
Комерційне вирощування морських ананасів почалося в 1982 році, коли в Кореї почали щорічно виробляти 39 тонн. Виробництво досягло піку у 42 тис. тонн в 1994 році. За даними Всесвітньої сільськогосподарської організації, повне світове виробництво в 2006 р. склало 21,5 тис. тонн, загальною вартістю близько 18 млн дол. США, у тому числі 16 тис. тонн в Японії, зокрема 12,163 тонн в префектурі Міяґі.